# Різдвяний принц
«Різдвяний принц» (англ. A Christmas Prince) — американська різдвяна романтична комедія 2017 року режисера Алекса Замма, сценаристів Карен Шалер та Натана Аткінса. У головних ролях зіграли Роуз МакАйвер, Бен Лемб, Том Найт, Сара Дуглас, Деніел Фезерс, Аліса Кріге та Тахіра Шариф . Фільм вийшов на Netflix 17 листопада 2017 року . Продовження під назвою "Різдвяний принц: Королівське весілля " вийшло в 2018 році, а в 2019 році вийшло ще одне продовження «Різдвяний принц: Королівський малюк».

## Сюжет
Напередодні Різдва молоду журналістку американського журналу Ембер Мур відправляють до іноземної країни Альдовія, щоб висвітлювати прес-конференцію принца Річарда, який збирається зайняти трон після недавньої смерті свого батька. У пресі Річарда зображували як безвідповідального плейбоя, а також, за чутками, він планує зректися престолу. Ембер сподівається, що її робота в Альдовії дозволить відпочити на свята. Тому вона прямує до палацу королівської родини на прес-конференцію, але принц не з'являється. Відмовляючись піти з прес-пакетом, Ембер вирішує понишпорити палацом, і при цьому її приймають за нову американську вчительку юної принцеси Емілі, Марту Андерсон. Ембер підігрує і приймає особу Марти, щоб розслідувати чутки про зречення наслідного принца.
Емілі, яка має розщеплення хребта, намагається вмовити Ембер покинути навчання, але після того, як Ембер ставиться до неї як до звичайної учениці, а не як до інваліда, починає товаришувати з новою вчителькою. Як репетитор Емілі, Ембер поступово знайомиться з королівською родиною, включаючи Річарда. Вона пригадує, що, як раз його, вона образила раніше в аеропорту Алдовіан після того, як він зайняв таксі до якого вона збиралася сісти. Річард поступово починає її подобатися, особливо, після того, як дізнається, що всупереч чуткам він є, насправді, чуйною та відповідальною людиною, хоча він справді не бажає займати трон. У цей час Ембер дізнається від Емілі, що інтриганський і ревнивий двоюрідний брат Річарда Саймон є наступним у черзі на трон, на який він дуже хоче зійти; Ембер також стикається з колишньою дівчиною Річарда красунею Софією, яка, на думку Річарда, цікавилася ним лише заради його майбутнього титулу.
Емілі згодом дізнається хто насправді Ембер, але погоджується тримати це в таємниці, доки Ембер напише історію, яка зображує принца Річарда як хорошу людину. У гонитві за своєю історією Ембер слідує за Річардом верхи через ліс, але кінь скидає її, і на журналістку мало не нападає вовк, але її рятує принц. Річард відводить Ембер до старої мисливської хатини свого батька, де він розповідає, що після того, як він сказав батькові, що збирається зректися престолу, вони посварилися, і що король невдовзі помер. Тоді Річард показує Ембер таємничий вірш, написаний його батьком, і вони починають цілуватися, але їх перериває іржання коней. Після того, як Річард йде, щоб перевірити тварин, Ембер обшукує стіл покійного короля та виявляє приховане відділення з документами, які підтверджують, що принца таємно усиновили; вона ховає документи і повертає їх до палацу.
Ембер не бажає розкривати правду, оскільки це сильно зашкодить Річарду, але вирішує розповісти йому це під час прогулянки. Річард перериває її зізнання поцілунком, і Ембер розуміє, що закохана в нього. У той же час Софія та Саймон обшукують кімнату Ембер і виявляють хто вона насправді та знаходять свідоцтво про усиновлення Річарда. На балу, що проходить на Святвечір, коли Річард готується до коронації, Софія розкриває свідоцтво про його усиновлення та розповідає хто насправді Ембер. Саймон стверджує, що він наступний у черзі на престол, коли Річард виривається та відхиляє вибачення розкаяної Ембер, і вона зі сльозами залишає палац. Пізніше королева розповідає Річарду, що усиновила його після того, як їй сказали, що вона не може мати дітей, і що вона шкодує, що не сказала йому раніше, але вони з королем вважають його своїм справжнім сином. Річард прощає матері її обман і обіцяє не дозволити Саймону так легко завоювати трон.
Саймон одружується на Софії, але дізнається, що він не може бути коронований, доки королева не буде готова очолити церемонію. Тим часом Ембер підозрює, що вона зможе довести, що Річард є законним королем, спираючись на підказки з вірша його батька. Її пускають назад до палацу, і вона знаходить у різдвяних прикрасах, виготовлених покійним королем, таємну прокламацію, яка оголошує Річарда законним спадкоємцем. Ембер відносить документ до офіційної кімнати, де коронують Саймона, і прибуває вчасно, щоб замість нього коронувати Річарда. Потім вона таємниче залишає Альдовію після церемонії.
Повернувшись додому, журнал, на який працює Ембер, відмовляється публікувати її історію про Річарда, називаючи це «замовною статтею». У гніві вона залишає журнал, вирішуючи натомість вести блог про справжнього Річарда. Її блог стає популярним і з часом привертає увагу самого Річарда. Ембер зустрічає Новий рік у закусочній свого батька в Нью-Йорку, коли Річард робить їй сюрприз. Він каже Ембер, що щиро закоханий у неї, і робить пропозицію, яку вона з радістю приймає.

## У ролях
- Роуз МакАйвер — Ембер Ів Мур / Марта Андерсон
- Бен Лемб — принц Річард Беван Чарльтон
- Том Найт — прем'єр-міністр Дензіл
- Сара Дуглас — місіс Аверіл
- Даніель Фазерс — Руді Мур
- Аліса Кріге — королева Гелена Чарльтон
- Тахіра Шаріф — Мелісса
- Річард Ештон — містер Літтл
- Тео Девані — граф Саймон Даксбері
- Вон Джозеф — Рон
- Гонор Ніфсі — принцеса Емілі Чарльтон
- Емі Марстон — Макс Голдінг
- Джоел Макві — Енді
- Емма Луїза Сондерс — баронеса Софія Тейлор
- Пол Кортні Г'ю — заступник прес-секретаря Гілл

## Знімання
Трилогія була знята в замку Пелеш, Сіная, Румунія. Інші місця знімання у Румунії включали палац Брагадіру, Національний музей Котрочень та Університет медицини та фармації імені Карола Давіли, усі вони розташовані в Бухаресті, столиці Румунії, що приблизно за дві години їзди від Сіная.

## Реліз
Фільм вийшов на Netflix 17 листопада 2017 року .

## Реакція
На веб-сайті агрегатора рецензій Rotten Tomatoes рейтинг схвалення фільму становить 73 % на основі 11 рецензій із середньою оцінкою 6/10 . Критичний консенсус сайту гласить: «Передбачуваний, але милий, Різдвяний принц досить приємний, щоб скоротати час під час святкування Різдва».

## Продовження
18 травня 2018 року було анонсовано продовження під назвою «Різдвяний принц: Королівське весілля». Він вийшов на Netflix 30 листопада 2018 року.
Третій фільм під назвою "Різдвяний принц: Королівський малюк " був оголошений Netflix 11 березня 2019 року про вихід 5 грудня 2019 року.